# 上田成之助
上田 成之助（うえだ せいのすけ、1950年4月1日 -）は日本の実業家。京阪電気鉄道相談役。京福電気鉄道会長、相談役。滋賀県出身。

## 来歴
- 1968年3月 大阪府立北野高等学校卒業
- 1972年
  - 3月 京都大学工学部電気工学第二学科卒業
  - 4月 京阪電気鉄道株式会社入社
- 2001年
  - 6月 同社取締役
  - 7月 同社運輸事業本部副本部長
- 2002年
  - 6月 京阪バス株式会社代表取締役社長
  - 7月 京阪電気鉄道株式会社経営統括室副室長
- 2003年
  - 6月 同社事業役員
  - 7月 同社事業統括室副室長
- 2004年4月 株式会社京阪バスシステムズ代表取締役社長
- 2005年6月 京阪電気鉄道株式会社常務事業役員
- 2007年6月 同社代表取締役社長 COO
- 2011年6月
  - 同社相談役（現任）
  - 京福電気鉄道代表取締役会長
- 2015年6月 京福電気鉄道会長退任